# Palacio del Gran Duque Heredero
El Palacio del Gran Duque Heredero (en alemán, Erbgroßherzogliches Palais) es un palacio neobarroco situado en Karlsruhe (Alemania). Desde 1950, es la sede del Tribunal Federal de Justicia.

## Historia
La construcción del palacio se proyectó en 1885 bajo el gran duque Federico I, padre de Federico II. Este último tenía entonces 28 años y acababa de casarse con la princesa Hilda de Luxemburgo, siendo heredero al trono del Gran Ducado de Baden. Su construcción, entre 1891 y 1897, es obra del arquitecto Josef Durm.
Tras su ascenso al trono en 1907, Federico II se instaló en el palacio y lo abandonó al abdicar el 22 de noviembre de 1918, derrotada Alemania en la Primera Guerra Mundial.
A partir de entonces, el palacio tuvo un uso preponderantemente militar: como depósito de armas y municiones. Con ello, el palacio perdió gran parte de su mobiliario y de la decoración original.
Además, se deterioró gravemente con el bombardeo del 27 de septiembre de 1944, en la Segunda Guerra Mundial, y perdió su cúpula de hierro.
En 1948, se reconstruyó el palacio y se rehízo la cúpula, de forma más simplificada. Desde octubre de 1950, acoge el Tribunal Federal de Justicia de Alemania.

## Galería

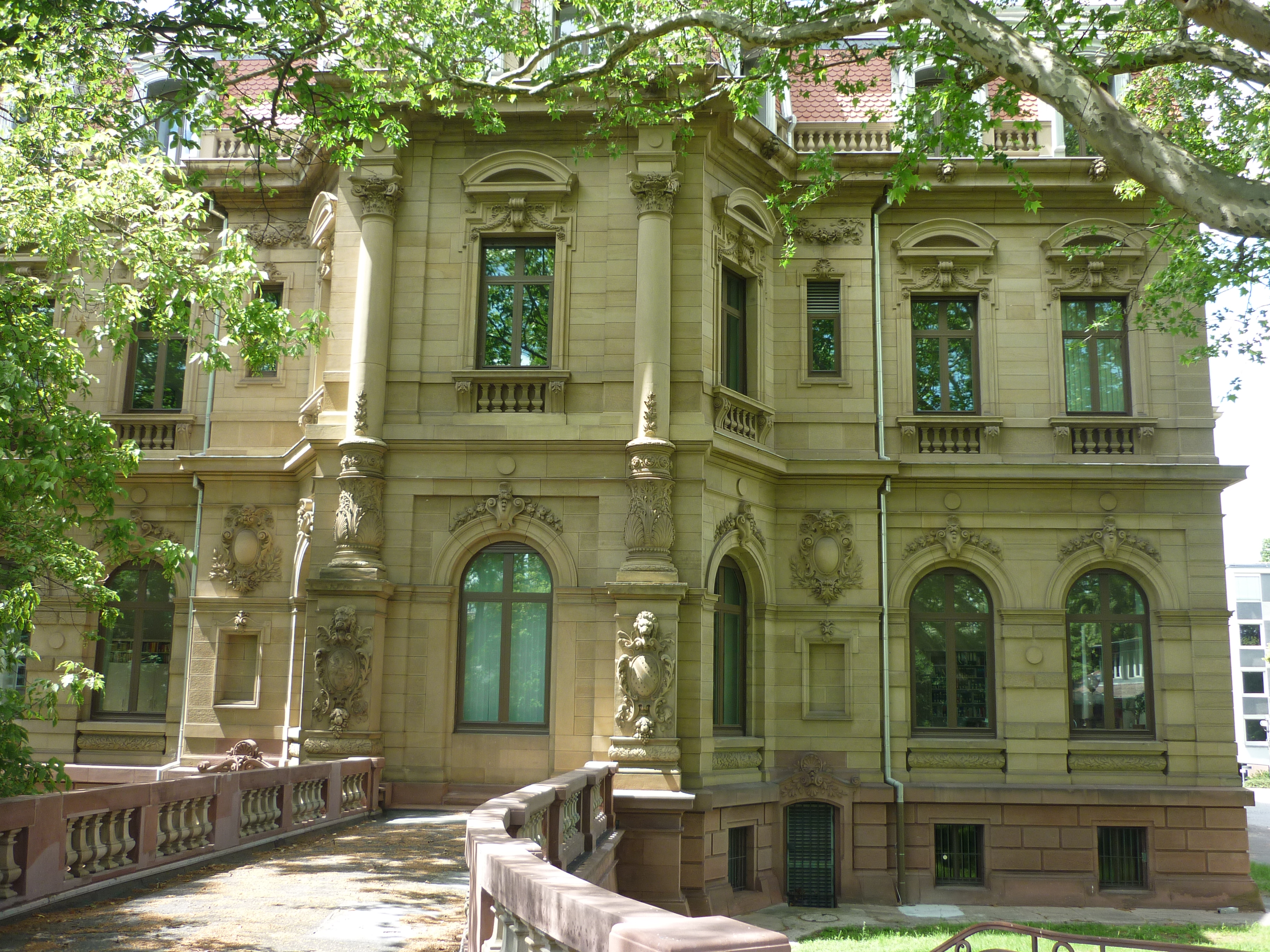
Fachada oriental.
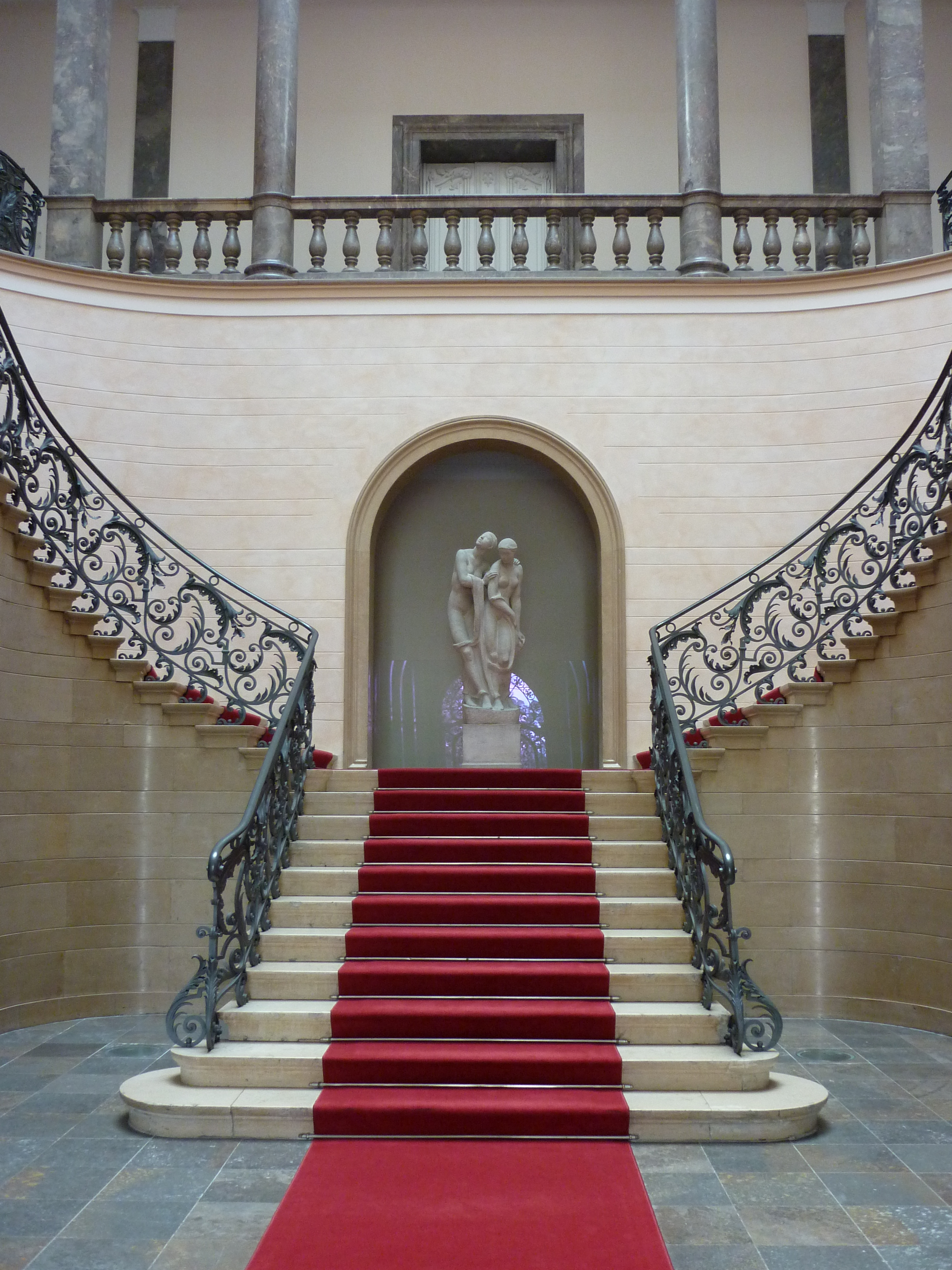
El hall.
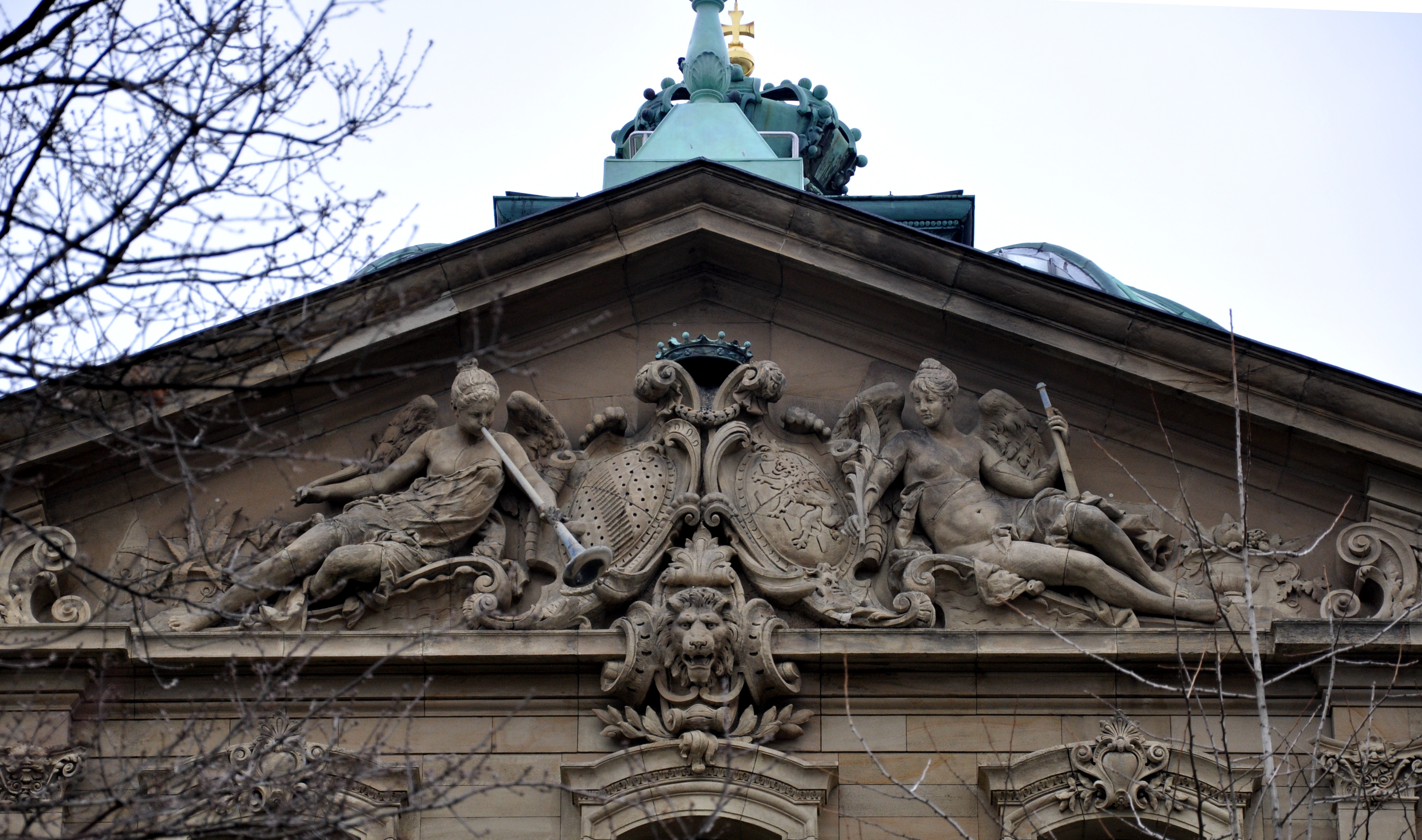
Detalle del frontón.
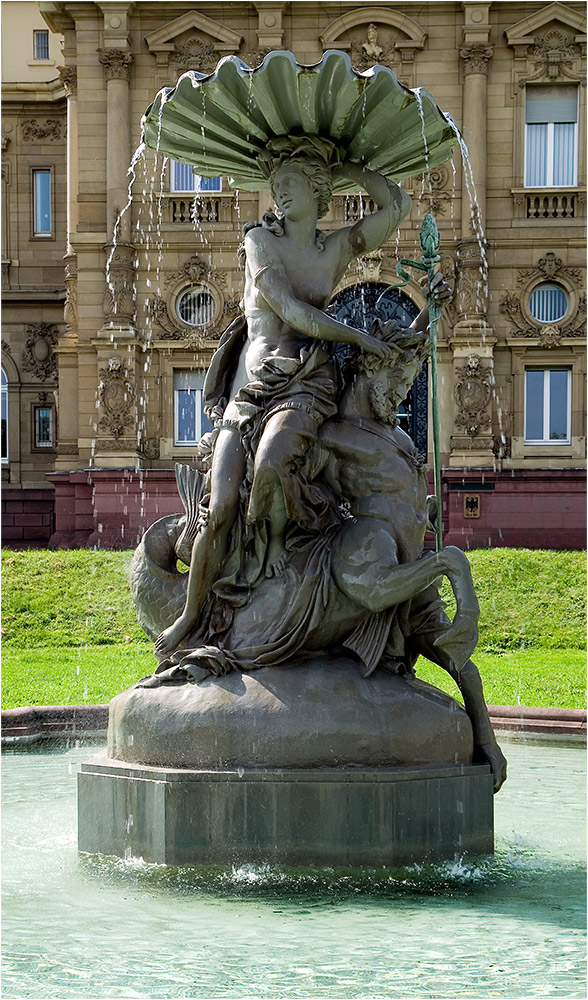
Fuente de Galatea.